# Abadou
Abadou – małe miasteczko i gmina wiejska w prowincji Al Hauz, w regionie Marakesz-Tansift-Al Hauz w Maroku. W momencie spisu powszechnego w 2004 roku gminę zamieszkiwało 9905 osób w 1490 gospodarstwach domowych.